# Magelhaenplevier
De Magelhaenplevier (Pluvianellus socialis) is een steltloperachtige uit de familie van de Magelhaenplevieren (Pluvianellidae). Het is een bijzondere en ook zeldzame steltloper die voorkomt in het uiterste zuiden van Zuid-Amerika. 

## Beschrijving
Deze vogel lijkt in zijn gedrag en uiterlijk op de steenloper. De verschillen zijn echter onmiskenbaar. De vogel is bleekgrijs van kleur en de buik is wit. De poten zijn kort en rood gekleurd, ook het oog is rood en de snavel is zwart.

## Verspreiding en leefgebied
De soort komt voor in de Zuidkegel van Zuid-Amerika. De vogel broedt in kustvlaktes met zout- en brakwaterplassen, maar ook wel hoger stroomopwaarts aan rivieren en in steppe-achtige gebieden tot wel 1200 m boven de zeespiegel.

## Status
De vogel is vrij zeldzaam en er zijn redenen om aan te nemen dat de habitat van de vogel wordt aangetast door begrazing door ingevoerd vee in Patagonië. Daarom staat de Magelhaenplevier als gevoelig op de Rode Lijst van de IUCN.

## Taxonomie
De vogel werd lange tijd ingedeeld bij de kieviten en plevieren, maar in de jaren 1970 werd de vogel in een eigen familie geplaatst. Deze bijzondere positie werd bevestigd door moleculair genetisch onderzoek sinds 2003 aan de fylogenie van de steltloperachtigen. De Magelhaenplevier vormt samen met de ijshoenders (of zuidpoolkippen, Chionidae) en de grielen (Burhinidae) een eigen clade binnen de orde 
Charadriiformes.

## Status
De grootte van de populatie is in 2023 geschat op 250-1000 volwassen vogels. Op de Rode lijst van de IUCN heeft deze soort de status kwetsbaar.

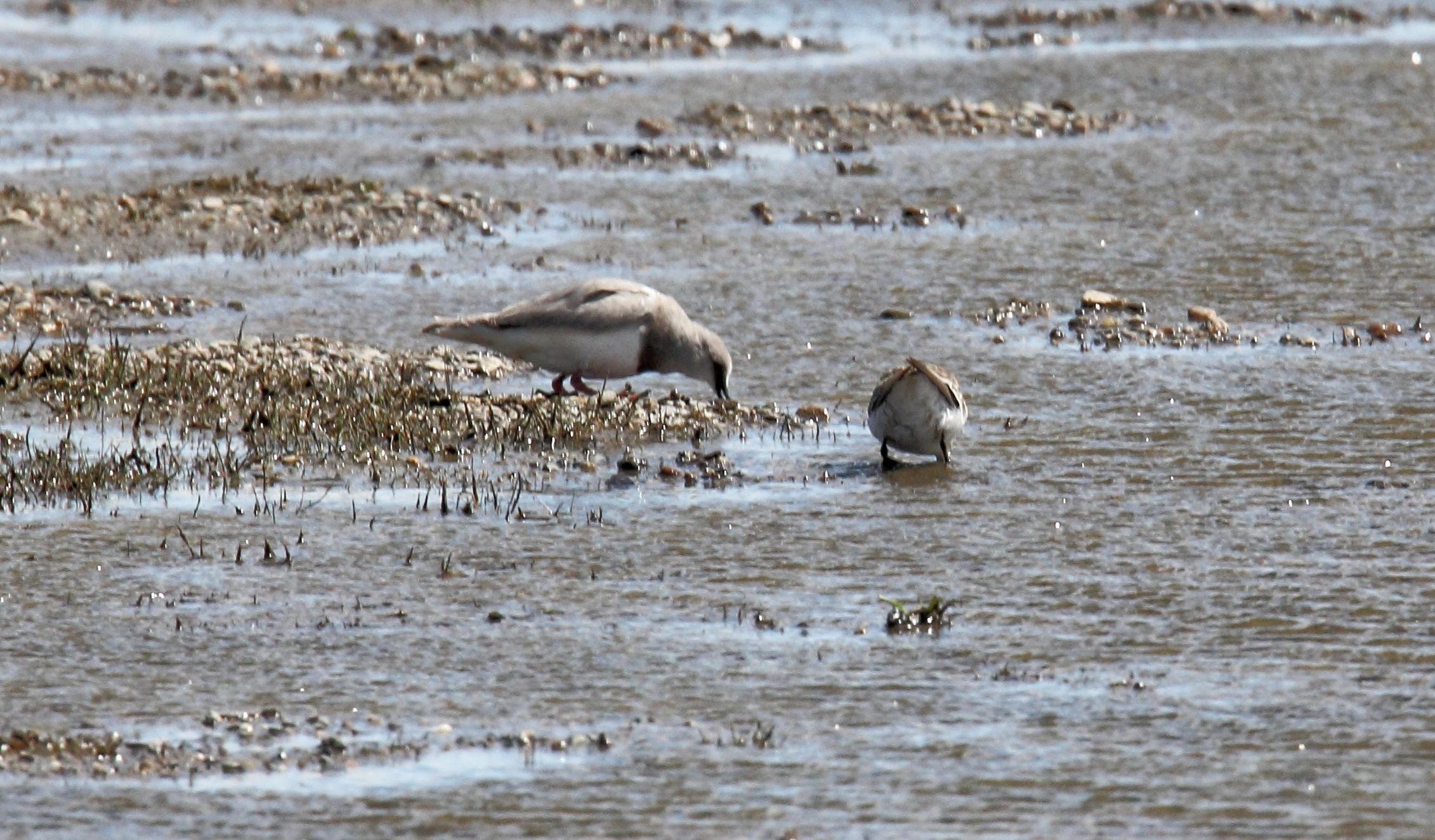
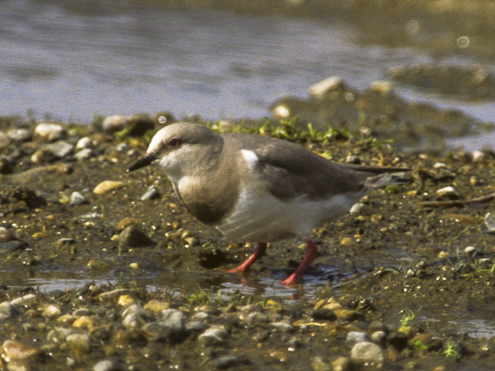
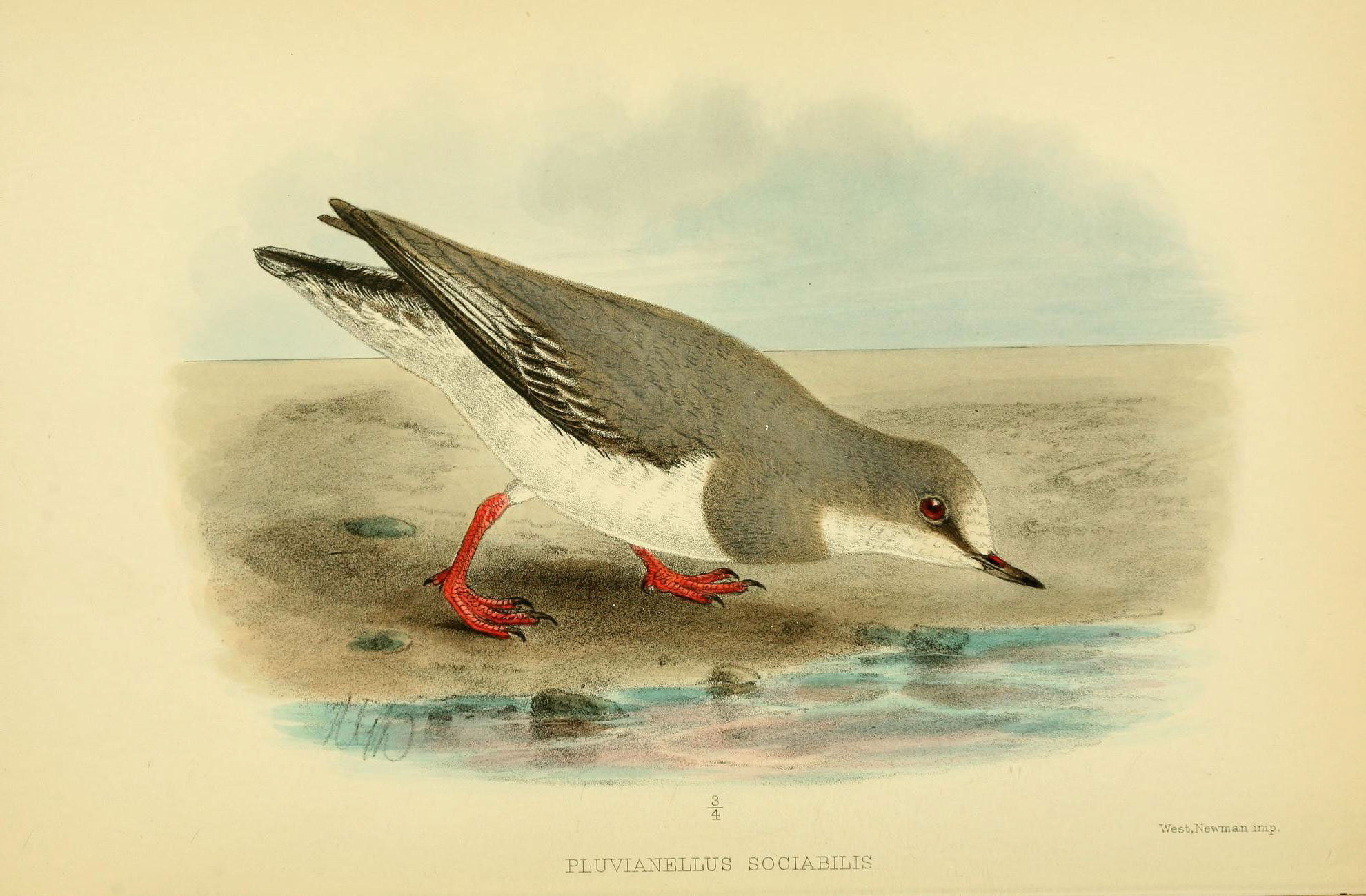
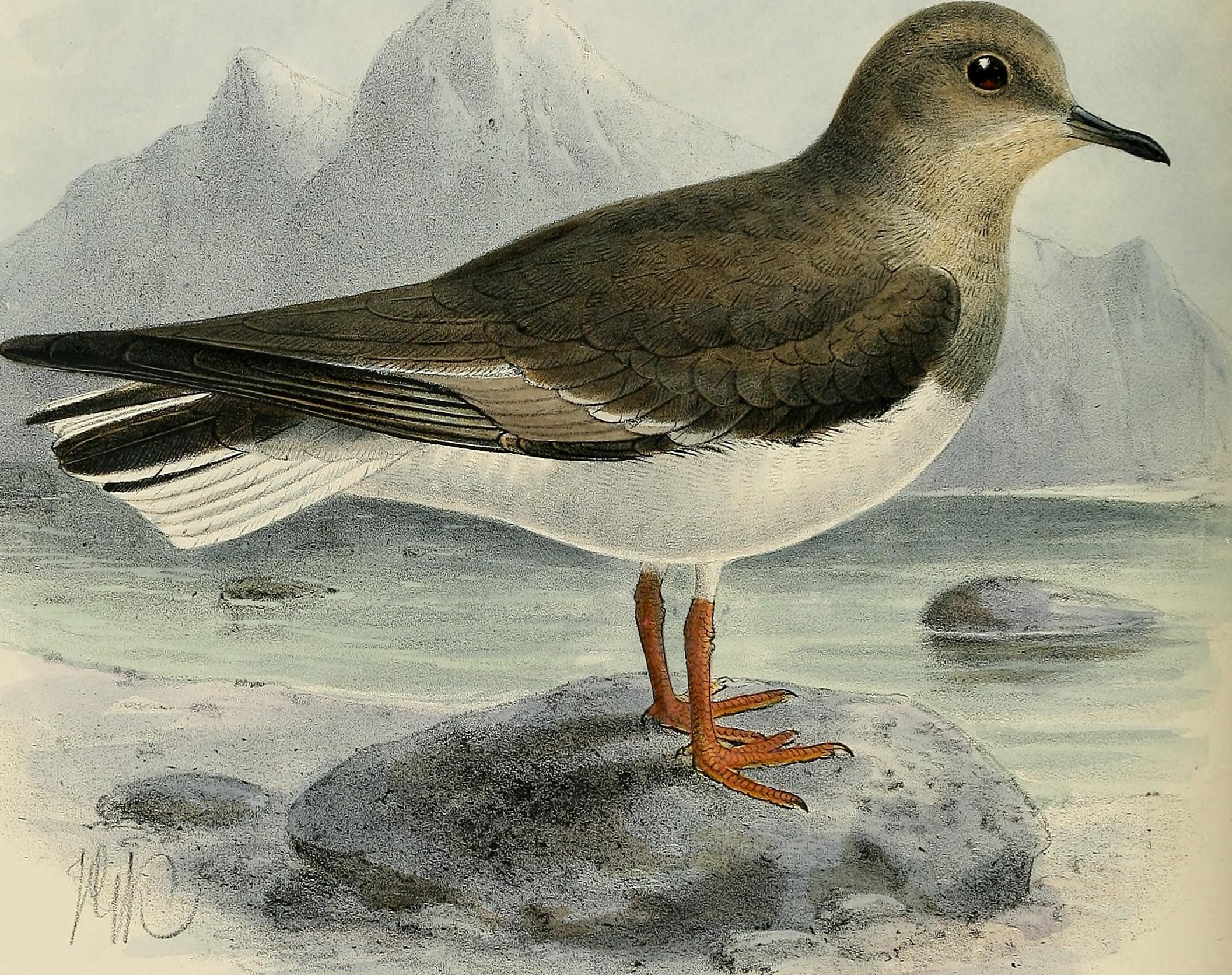